# Lobos (kommunhuvudort)
Lobos är en kommunhuvudort i Argentina.   Den ligger i provinsen Buenos Aires, i den centrala delen av landet, 90 km sydväst om huvudstaden Buenos Aires. Lobos ligger 29 meter över havet och antalet invånare är 31 190.
Terrängen runt Lobos är mycket platt. Det finns inga andra samhällen i närheten.
Trakten runt Lobos består till största delen av jordbruksmark. Runt Lobos är det glesbefolkat, med 20 invånare per kvadratkilometer.